# Nitro (chaîne de télévision)
Nitro est une chaîne de télévision espagnole appartenant au groupe audiovisuel Atresmedia ayant émis entre le 23 août 2010 et le 6 mai 2014. Sa programmation est orientée vers un public masculin.

## Histoire de la chaîne
Nitro commence à émettre dès le 2 août 2010, en diffusant pendant trois semaines une boucle promotionnelle des programmes diffusés sur la chaîne. Le 23 août de la même année à 13h30 environ, elle est officiellement créée avec la diffusion de sa première série Pacific Blue[réf. nécessaire].
La chaîne cesse d'émettre le 6 mai 2014 en même temps que laSexta3, Xplora et six autres chaînes, à la suite d'une décision du Tribunal suprême espagnol du 18 décembre 2013 qui annule les licences audiovisuelles d'émettre sur la télévision numérique terrestre espagnole (Televisión Digital Terrestre ou TDT) pour les dernières chaînes lancées. Le motif invoqué est qu'elles n'ont pas été sélectionnées à travers un appel d'offres.

## Audiences
|      | Janvier | Février | Mars  | Avril | Mai   | Juin  | Juillet | Août   | Septembre | Octobre | Novembre | Décembre | Moyenne annuelle |
| ---- | ------- | ------- | ----- | ----- | ----- | ----- | ------- | ------ | --------- | ------- | -------- | -------- | ---------------- |
| 2010 |         |         |       |       |       |       |         |        | 1,3 %     | 1,2 %   | 1,1 %**  | 1,2 %    | 1,2 %            |
| 2011 | 1,3 %   | 1,4 %   | 1,3 % | 1,3 % | 1,3 % | 1,3 % | 1,6 %   | 1,7 %  | 1,5 %     | 1,5 %   | 1,4 %    | 1,4 %    | 1,4 %            |
| 2012 | 1,5 %   | 1,5 %   | 1,6 % | 1,5 % | 1,5 % | 1,5 % | 1,8 %   | 1,6 %  | 1,5 %     | 1,5 %   | 1,6 %    | 1,7 %    | 1,5 %            |
| 2013 | 1,6 %   | 1,7 %   | 1,8 % | 1,7 % | 1,7 % | 1,6 % | 1,8 %   | 2,0 %* | 1,8 %     | 1,6 %   | 1,7 %    | 1,6 %    | 1,7 %            |
| 2014 | 1,6 %   | 1,6 %   | 1,7 % | 1,7 % | 0,2 % |       |         |        |           |         |          |          | 1,6 %            |

Légende :
- * Maximum historique
- ** Minimun historique
- Fond vert : meilleur score mensuel de l'année.
- Fond rouge : moins bon score mensuel de l'année.